# Suarius iranensis
Suarius iranensis är en insektsart som beskrevs av Hölzel 1974. Suarius iranensis ingår i släktet Suarius och familjen guldögonsländor. Inga underarter finns listade i Catalogue of Life.